# Дако (Димитър) Йонков Вутков
Дако (Димитър) Йонков Вутков е български националреволюционер, участник в Ботевата чета, загинал в Сръбско-турската война от 1876 г.

## Биография
Дако (Дико, от Димитър) Йонков Вутков е роден в с. Гложене, Тетевенско. По-малък брат е на Васил Йонков – Гложенеца, близък приятел и сподвижник на Левски.
Поотрасъл, заминава в Румъния при брат си и също се включва в националносвободителното движение. Повече не се връща в България. След избухването на Априлското въстание постъпва в четата на Христо Ботев.
След разгрома на Ботевата чета успява да достигне до Сърбия. Включва се в Сръбско-турската война в четата от български доброволци под командата на руския войвода Григорий Филипович. Участва в сраженията с турците при с. Брегово, Видинско през юни 1876 г. и при Ново село, Видинско, където загива на 22 юли 1876 г.